# 虎尾草
虎尾草（学名：Chloris virgata）是一种禾本科植物。这种植物广布全球温热带地区，如北美、墨西哥、高加索、中亚、蒙古、朝鲜和日本等均有分布；在中国遍布各省区，在草原地区较多。

## 延伸阅读
[在维基数据编辑]
 《植物名實圖考·虎尾草》，出自吳其濬《植物名實圖考》